# 黄金時代

ピエトロ・ダ・コルトーナ『黄金時代』

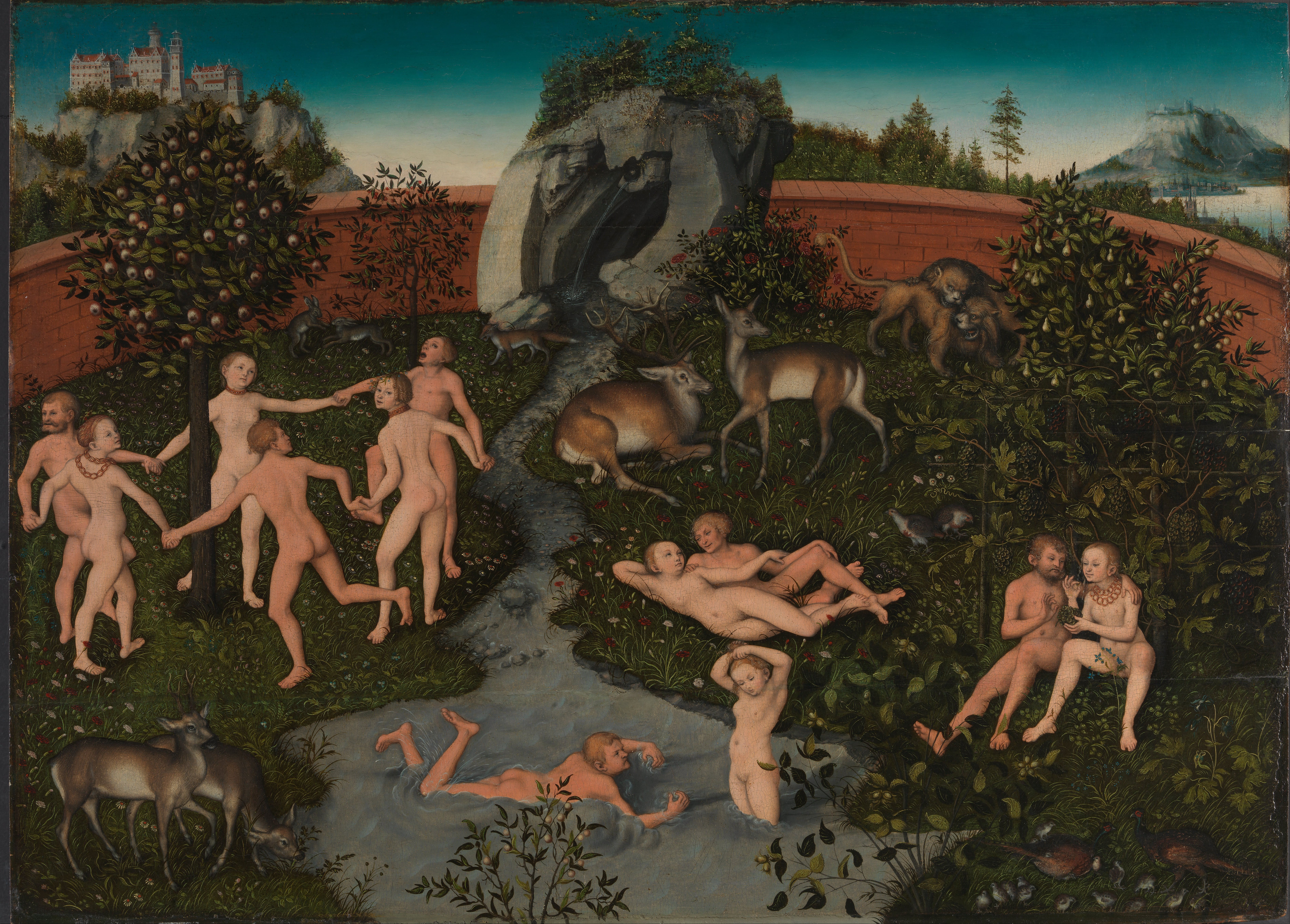
ルーカス・クラナッハ『黄金時代』

黄金時代（おうごんじだい、英語：Golden Age）は、全盛期、絶頂期のこと。
古くはギリシャ神話において、人間はかつて現在より優れた“黄金時代”を生きていたと説く。
あるいは、ゴールドラッシュのように、ある国家や地域が金の採掘や流通で経済的に繁栄している時代や、その状況を指すこともある。
後述するが、現代においては、比喩的にある国家や組織、大衆文化における勃興から場合によっては衰亡までのその歴史の中で最も繁栄した時代や、著名人の全盛期なども指す。
対義語は暗黒時代。

## ギリシャ神話
「黄金時代」の言葉のルーツはギリシャ神話である。ヘシオドスの『仕事と日々』によると、かつてクロノスが神々を支配していた時代が、黄金時代である。
黄金時代には、人間は神々と共に住み生きていた。世の中は調和と平和に満ち溢れて、争いも犯罪もなかった。あらゆる産物が自動的に生成され、労働の必要はなかった。人間は、不死ではないものの不老長寿で、安らかに死んでいった。
その後、ゼウスがクロノスに取って代わると、黄金時代は終わりを告げ、白銀時代が始まった。白銀時代の人間はゼウスに滅ぼされ、青銅時代が始まった。以後、神話の英雄が活躍する英雄の時代、歴史時代である鉄の時代と続くにつれ、人間は堕落し、世の中には争いが絶えなくなった。

## その他の神話
かつて、人間の遥かな祖先は理想郷に住んでいたとする神話は各所に見られる。その中でも代表的なのが旧約聖書のエデンの園である。

### 世界の理想郷伝説
- アイティオピア（英語版）：ギリシャ神話における南の果ての国エチオピア。緑豊かな土地であったがパエトーンによる太陽神の御車暴走によって砂漠と化してしまった。ユートピアの語源との説も。
- アヴァロン：ケルト神話に登場する霧に包まれた伝説の島。アーサー王をはじめとして英雄達が集っているとされる。
- アガルタ：大洪水によって地底に移住したとされる人々の王国。モンゴルやチベットのラマ僧などにより、口承として流布されてきたという。地球空洞説の一つ。ちなみにその首都は「シャンバラ」である。
- アトランティス：プラトンの対話篇『ティマイオス』『クリティアス』に登場する古代の理想国家。豊かで強大であったが地震によって一夜にして海に沈んだという。
- アルカディア：ギリシャ南部に実在する地名だが、古より牧歌的な理想郷として知られている。
- エデン：旧約聖書の『創世記』に登場する理想郷。アダムとイヴが住んでいたというエデンの園。失楽園を経て、世界終末と共に再び地上にもたらされる至福の1000年が千年王国である。
- エリュシオン：ギリシャ神話における死後の楽園だが、「幸福諸島」として大航海時代の船乗りたちの探索の対象となった。フランス語でシャンゼリゼという。
- エル・ドラード：南米大陸を開拓したスペイン人（コンキスタドール）達のあいだで信じられた黄金の国（黄金郷）。
- オフィール（英語版）：旧約聖書に出てくる黄金郷。現在のマリ共和国（あるいはジンバブウェ）ではないかとされている。17世紀末のドイツにディストピアとして作者不明のパロディ本（偽書）が出ている。
- カナアン：旧約聖書で神がイスラエルの民に約束したとされる乳と蜜の流れる地。
- キーテジ：近世ロシア人に伝わるロシア正教古儀式派の聖地。『奥ヴォルガの彼方の地』にあるとされた。古くは13世紀モンゴル帝国の侵攻により逃れたロシア正教徒によって造られ、古い純正な信仰が保たれていると言われている。そして17世紀のロシア・ツァーリ国（後のロシア帝国）による上からの宗教改革によって弾圧された、ロシア正教古儀式派（旧教徒）の理想郷とされ信じられた。
- ザナドゥ（上都）：サミュエル・コールリッジの『クーブラ・カーン』に描かれている理想郷。元の夏期の首都、上都がモデル。
- シバの女王の国：旧約聖書に出てくる謎の国。女王とソロモン王の邂逅の話。現在のエチオピア周辺（イエメン？）と推測されている。
- ジパング：マルコ・ポーロによって伝えられた東方の黄金郷（東方見聞録）。昔の日本の事だと考えられている。
- シャンバラ（シャングリ・ラ）：チベットでカイラス山の麓にあると信じられている理想郷。
- ティル・ナ・ノーグ：ケルト神話で、戦いに敗れた後に妖精になって暮らすという「常若の国」。
- 桃源郷：陶淵明が『桃花源記』の中で描いた理想郷。秦の時代の戦乱を逃れた者達の子孫が平和に暮らす里。
- 常世の国：日本神話に登場する、海の彼方にある理想郷。死者の国ともされる。
- ニライカナイ：琉球列島に伝わる、海の彼方の理想郷。ここから福も災いももたらされるとされる。沖縄の墓などが海に向かって作られているのはこのためである。
- パイパティローマ：波照間島に伝承される、南方にあるという理想郷。
- ヒュペルボレイオス：ギリシャ神話北風神ボレアスの住むトラキアより、さらに北方にあるとされた長寿国。
- プレスター・ジョンの国：ヨーロッパ伝説の東方キリスト教王プレスビュテル・ヨハンネス（プレスター・ジョン）の治める国。
- ヘスペリス：ギリシャ神話西果てのアトラス山脈の麓にあるとされる。スペインのヒスパリス（セビリア）。天空を背負って立っているアトラースの娘たちの世話する「ヘスペリデスの園」にはヘーラーの果樹園があり、龍に護られた黄金の林檎のなる樹など、パラダイスの語源、モデルになったとされる。
- 蓬萊：中国の東方に浮かぶ島で、神仙が平和に暮らし不死の仙薬が手に入るとされる。蓬莱のほか、方丈・瀛州をふくめて三神山とよばれる。四霊の一体である霊亀の背の上に存在するとも言われている。
- マグ・メル：ケルト神話で、死や栄光によって到達できるという喜びの島。アイルランド西方の島、もしくは海中の王国とされている。この島には様々なアイルランドの英雄や修道士が訪れた。
- 無何有郷：中国、老荘思想の理想郷。
- 龍宮（竜宮城）：浦島太郎にでてくる理想郷。浦島太郎が助けた亀の背中に乗って行った乙姫のいる宮。四方四季という一度に四つの四季が同時に見られる場所である。
- ワクワク：中世アラブ世界で、東方の彼方にあると考えられていた土地。日本（倭国）が由来とする説がある。

### 童話などの理想郷
- イーハトーブ：宮沢賢治の作品に登場する架空の地名。郷土岩手県にちなんでいる。
- オズ（の国）：童話『オズの魔法使い』に出てくる王国。東西南北を治める魔女がいるとされる。
- ネバーランド：童話『ピーター・パン』に出てくる土地。子供が年を取らないといわれている。

## 歴史用語としての用法
代表的なのが19世紀後半と20世紀初頭のアメリカ合衆国。南北戦争後の発展で工業生産量が、イギリスを抜いて世界一となった19世紀後半。第一次大戦後に世界経済の中枢となり、バブル経済が起きた20世紀初頭があげられるが、20世紀後半に起きた高度経済成長期・バブル景気に沸いた日本も一つの黄金時代といえる。

### 世界史
- パクス・ロマーナ
- ラテン文学の黄金時代
- 五賢帝
- パクス・シニカ
- ジョージア黄金時代
- イスラーム黄金時代
- パクス・モンゴリカ
- パクス・オトマニカ
- ルネサンス
  - ルネサンス哲学
  - ルネサンス文学
  - ルネサンス美術
  - ルネサンス音楽
  - ルネサンス建築
- エリザベス朝
- スペイン黄金世紀
  - スペイン黄金時代美術
  - スペイン黄金世紀演劇
- ブルボン朝
- オランダ黄金時代
- 海賊の黄金時代
- デンマーク黄金時代
- パクス・ブリタニカ
- ヴィクトリア朝
- 金ぴか時代
- ベル・エポック
- 狂騒の20年代
- パクス・アメリカーナ

### 日本史
- 元禄文化
- 大正ロマン
- 高度経済成長期・安定成長期
  - 昭和元禄
- バブル景気・バブル時代

### その他
- アメリカン・アニメーションの黄金時代
- アルプス黄金時代
- 黄金世代

## 俗語としての用法
特定分野のポップカルチャーが人気・セールス面でピークやブームを迎えていた時期や、プロ野球などスポーツで特定のチームが好成績を残した時期を指して「黄金時代」「黄金期」の語を使うことがある。スポーツ選手や芸能人が最も華々しい活躍をしていた時期など、個人に対してはより短期的なニュアンスで「黄金期」と呼ぶこともある。また特定の分野で優れた選手や人材を集中的に輩出した世代は黄金世代と呼ばれる。
アメリカン・コミックスでは時代区分として1930年から1951年までが黄金時代と分類されている。

## 作品
黄金時代と題名がついている作品は数多くある。
- 黄金時代 (1930年の映画) - ルイス・ブニュエル監督による映画。
- 黄金時代 (2014年の映画) - アン・ホイ監督による映画。小説家蕭紅の生涯を描いている。
- 黄金時代 (ショスタコーヴィチ) - ドミートリイ・ショスタコーヴィチ作曲によるバレエ音楽およびバレエ。
- 黄金時代 (小説) - 椎名誠の小説。
- 黄金時代 - 王小波の小説。
- 黄金時代 - ミハル・アイヴァスの小説。
- 黄金時代 - アルチュール・ランボーの詩篇。
- 黄金時代 - ザ・クロマニヨンズの楽曲。アルバム『YETI vs CROMAGNON』に収録。
- 黄金時代 - RADIO FISHのシングル。アルバム『WORLD IS MINE』に収録。
- 黄金時代 日本代表のゴールデン・エイジ - フローラン・ダバディーの対談集。
- ラジオ黄金時代 - かつて日本で放送されていたラジオ番組。